# 劉鍾洛
劉鍾洛。直隸臨榆縣（今屬河北省山海關市）人，清朝政治人物。

## 生平
劉鍾洛於道光十七年（1837年）考中丁酉科舉人，道光二十七年（1847年）成丁未科鈕福保榜三甲第四十四名進士，與曾國藩同年。歷署江西彭澤、安福縣知縣，任廣豐縣知縣。因軍功賞同知銜。